# 한국GM 알페온
알페온(Alpheon)은 한국GM이 인천광역시 부평 공장에서 생산한 준대형 세단이다. 차명인 알페온은 그리스어의 첫 번째 문자인 '가장 중요한', '가장 빛나는'을 의미하는 '알파(Alpha)'와 '무한한', '영원한'을 의미하는 '이온(Eon)'의 합성어로, '고객의 명성을 처음부터 영원히 더욱 빛나게 드높이는 차'라는 뜻을 함축하고 있다.

## 1세대(VS300)

### 알페온(2010년9월~2016년12월)

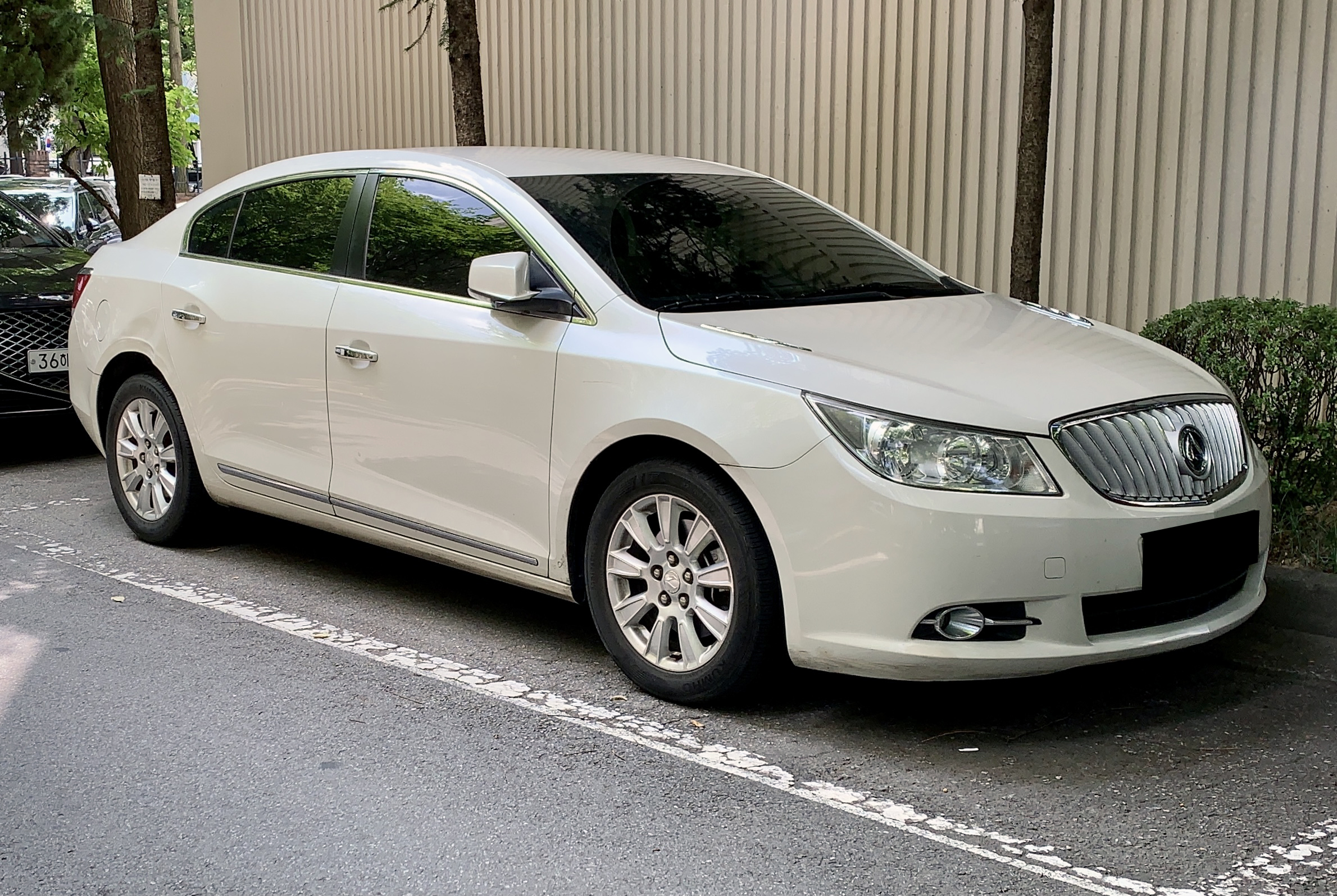
한국GM 알페온 정측면

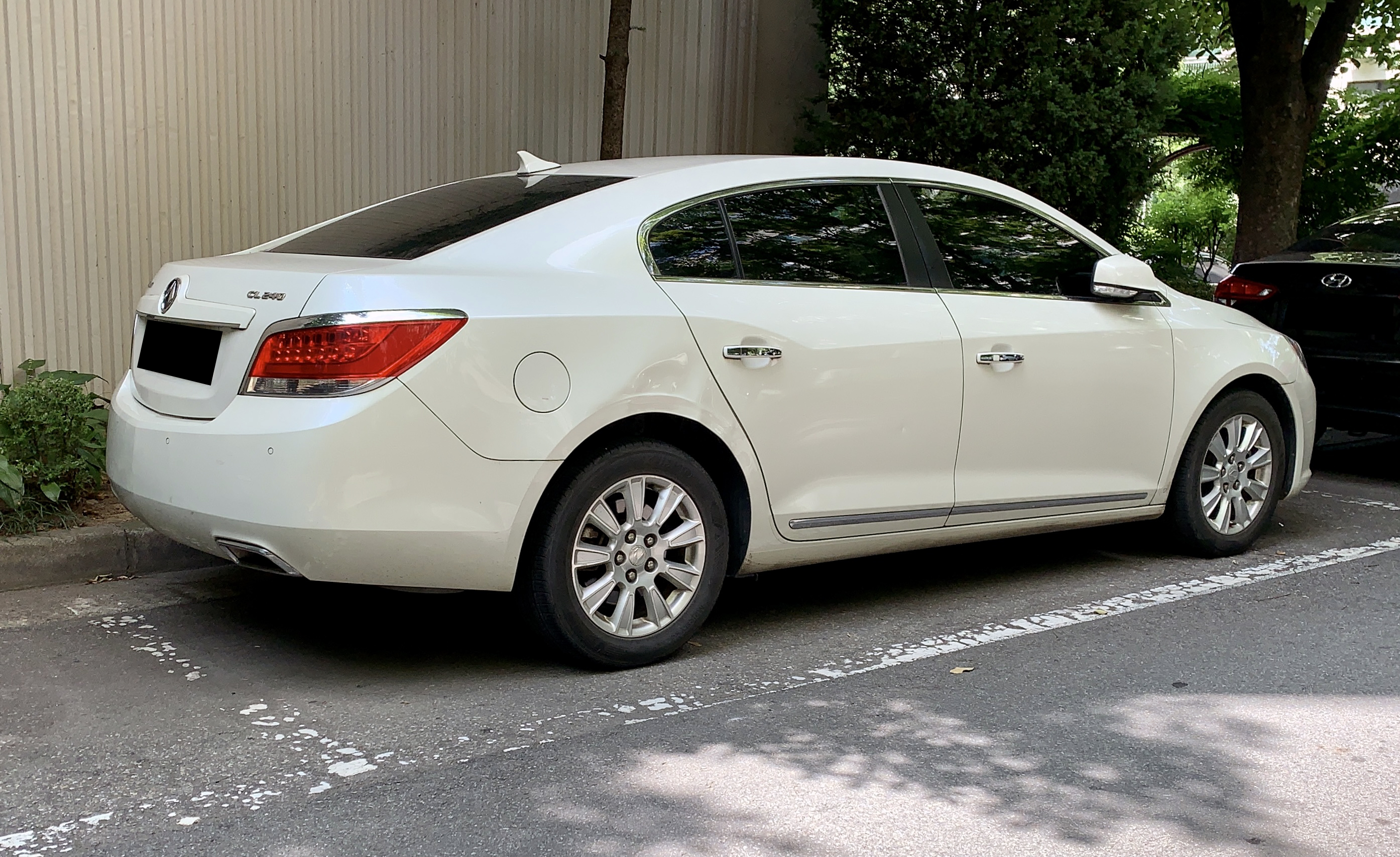
한국GM 알페온 후측면

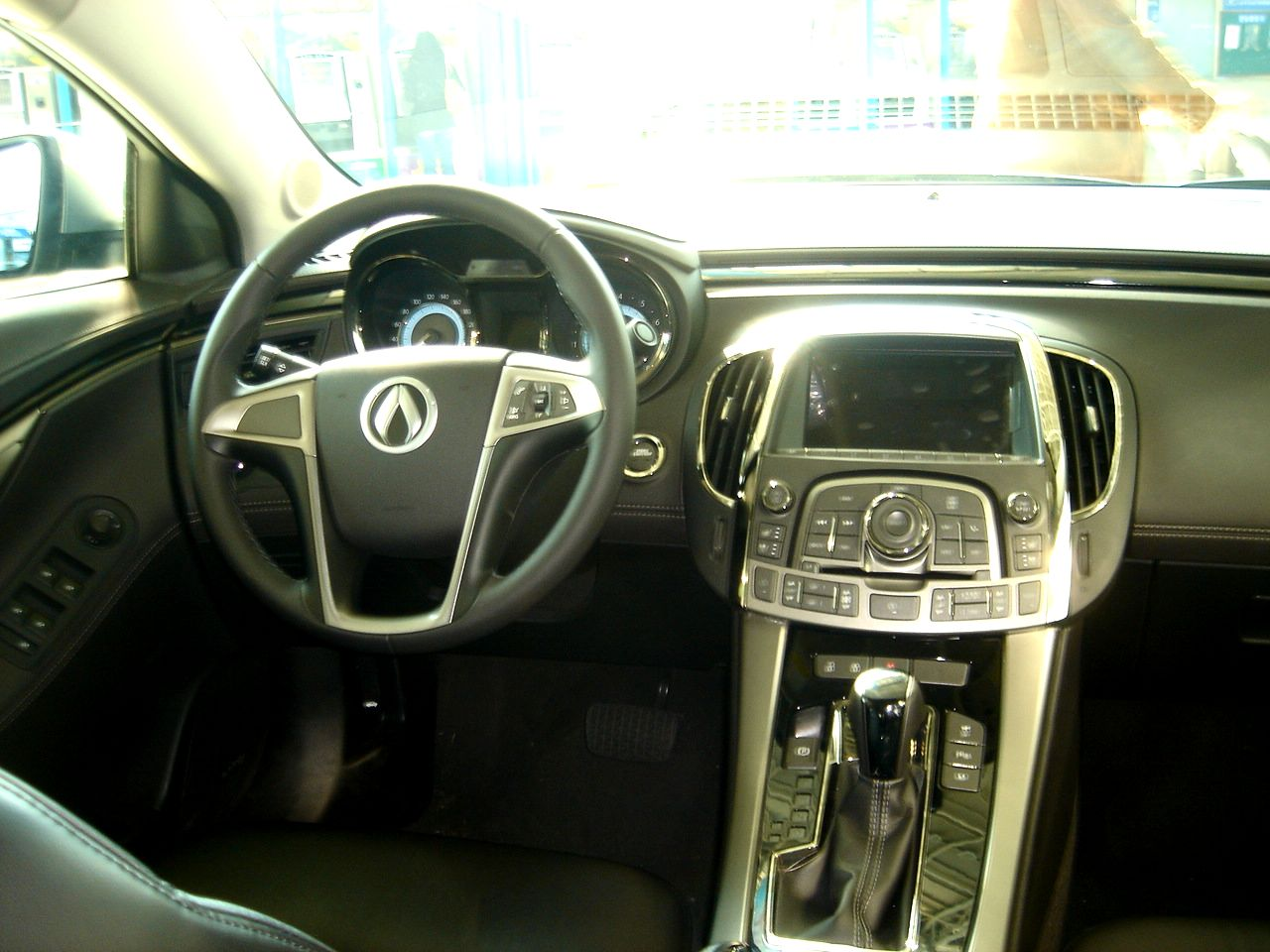
한국GM 알페온 실내

알페온은 2세대 뷰익 라크로스를 기반으로 대한민국 실정에 맞게 일부 수정을 가한 차량으로, GM대우를 통해 2010년 9월 7일부터 판매를 개시했다. 차량 자체는 GM대우 브랜드를 사용하지 않았으며, 차명인 알페온을 별도 브랜드화해 사용했다. 대한민국 시장에서 한동안 현대 그랜저, 현대 아슬란, 기아 K7, 르노삼성 SM7 등과 경쟁했고, 직렬 4기통 2.4L 가솔린 엔진과 V형 6기통 3.0L 가솔린 엔진 등 2가지 종류의 가솔린 직분사 엔진 선택지를 갖추고 있었다. 2011년 3월에 GM대우 브랜드가 폐기되고 한국GM이 출범하며 쉐보레 브랜드가 대한민국 시장에도 도입되었으나, 알페온은 출시 당시부터 별도 브랜드로 판매되었기에 한국GM으로의 전환 이후에도 쉐보레 브랜드로 편입되지 않고 독자적인 정체성을 유지했다. 2011년 7월에 국토해양부가 주관한 신차 안전도 평가에서 우수한 점수를 받아 1등급을 획득하였고, 같은 해 10월 26일에는 직렬 4기통 2.4L 가솔린 마일드 하이브리드 엔진을 갖춘 e-어시스트 모델이 출시되었다. e-어시스트는 직렬 4기통 2.4L 가솔린 엔진을 조금 디튠하였으며, 187km/h에서 속도가 제한된다. 2012년 10월 5일에는 차세대 6단 자동변속기를 적용하여 성능과 연비를 향상시킨 2013년형이 출시되었다. 2014년 1월 15일에는 차세대 인포테인먼트 시스템을 적용해 음성 인식 기능을 추가한 2014년형이 출시되었다. 또한 스마트폰 수신 문자를 읽어주고, 빠른 회신을 돕는 문자 서비스 등의 기능을 제공한다. 같은 해 8월 26일에 선보인 2015년형은 크루즈 컨트롤과 후방카메라 다이내믹 가이드 라인이 신규 적용되고, 타이어 공기압 모니터링 시스템을 모든 트림에 기본으로 적용하였다. 2015년 8월을 끝으로 생산이 중단되었으며, 2016년 12월까지 재고 차량이 판매되었다. 
| 구분                 | 2.4L 가솔린 e-어시스트 (마일드 하이브리드)       | 2.4L 가솔린                                           | 3.0L 가솔린                                   |
| -------------------- | ------------------------------------------------ | ----------------------------------------------------- | --------------------------------------------- |
| 전장 (mm)            | 4,995                                            | 4,995                                                 | 4,995                                         |
| 전폭 (mm)            | 1,860                                            | 1,860                                                 | 1,860                                         |
| 전고 (mm)            | 1,510                                            | 1,510                                                 | 1,510                                         |
| 축거 (mm)            | 2,837                                            | 2,837                                                 | 2,837                                         |
| 윤거 (전, mm)        | 1,584                                            | 1,584                                                 | 1,581                                         |
| 윤거 (후, mm)        | 1,586                                            | 1,586                                                 | 1,581                                         |
| 승차 정원            | 5명                                              | 5명                                                   | 5명                                           |
| 변속기               | 자동 6단                                         | 자동 6단                                              | 자동 6단                                      |
| 서스펜션 (전/후)     | 맥퍼슨 스트럿/멀티 링크                          | 맥퍼슨 스트럿/멀티 링크                               | 맥퍼슨 스트럿/멀티 링크                       |
| 구동 형식            | 전륜 구동                                        | 전륜 구동                                             | 전륜 구동                                     |
| 엔진 형식            | LUK                                              | LAF                                                   | LF1 (이후 LFW로 변경)                         |
| 연료                 | 가솔린+전기                                      | 가솔린                                                | 가솔린                                        |
| 배기량 (cc)          | 2,384                                            | 2,384                                                 | 2,997                                         |
| 최고 출력 (ps/rpm)   | 181/6,700                                        | 185/6,700                                             | 263/6,900                                     |
| 최대 토크 (kg*m/rpm) | 23.8/4,900                                       | 24.0/4,900                                            | 29.6/5,600                                    |
| 연비 (km/L)          | 14.1 (이후 도심 10.8/고속 14.2/복합 12.1로 변경) | 10.6 (이후 11.3, 도심 9.5/고속 13.1/복합 10.8로 변경) | 9.3 (이후 도심 8.0/고속 11.8/복합 9.4로 변경) |